# Джонсон, Роберт (баскетболист)
Роберт Джонсон (англ. Robert Johnson; род. 27 мая 1995, Ричмонд, штат Виргиния, США) — американский профессиональный баскетболист, играющий на позиции атакующего защитника.

## Карьера
Студенческие годы Джонсон провёл в Индианском университете, выступая за команду «Индиана Хузерс» в NCAA, конференция Big Ten. За 4 года обучения, Роберт был отмечен тренерами конференции за выдающуюся игру и в среднем набирал 14,0 очков, 4,5 подбора и 2,7 передачи в последнем годе обучения в университете.
В 2018 году Джонсон выставил свою кандидатуру на драфт НБА, но выбран не был. После Роберт принял участие в Летней лиге НБА в составе команды «Атланта Хокс».
В сезоне 2018/2019 Джонсон выступал в G-Лиге за «Висконсин Херд», в составе которого провёл 47 матчей, набирая в среднем 7,3 очка, 2,7 подбора и 1,9 передачи за игру.
В августе 2019 года Джонсон присоединился к польской команде «МКС Домброва-Гурнича», где сыграл 10 игр со средними показателями 20,2 очка, 7,3 подбора, 5,8 передачи и 1,4 перехвата.
В декабре 2019 года Джонсон перешёл в «Парму». В 6 матчах Единой лиги ВТБ Роберт набирал 6,2 очка, 1,5 подбора и 2,0 передачи в среднем за игру.
В июле 2020 года Джонсон подписал с «Пармой» новый 2-летний контракт. В 11 матчах Единой лиги ВТБ его статистика составила 11,3 очка, 1,8 подбора и 2,3 передачи в среднем за игру.
В январе 2021 года Джонсон перешёл в «Фетхие Беледиеспор». В 13 матчах Роберт набирал 16,2 очка, 4,2 подбора и 3,7 передачи.
Сезон 2021/2022 Джонсон начинал в «Канту», выступавшем в итальянской Серии А2. В составе команды Роберт отметился статистикой в 19,7 очка, 4,1 передачи и 4,9 подбора в среднем за игру.
В январе 2022 года Джонсон перешёл в «Легию» и стал серебряными призёром чемпионата Польши. В 13 матчах Роберт набирал в среднем 20,5 очка, 4,8 передачи и 4,5 подбора.
В июле 2022 года Джонсон стал игроком «Наполи».

## Достижения
- Серебряный призёр чемпионата Польши: 2021/2022